# Alessandra Perilli
Alessandra Perilli, född 1 april 1988 i Rimini i Italien, är en lerduveskytt som blev medborgare i San Marino då hon var 18 år gammal. 
Perilli har deltagit i fyra olympiska spel. Vid olympiska sommarspelen 2012 slutade hon fyra i trap, San Marinos då bästa placering någonsin på ett OS. Nio år senare den 29 juli 2021, på de uppskjutna olympiska sommarspelen 2020 blev hon den första sanmarinska olympiska medaljören någonsin då hon vann brons i damernas trap. Två dagar senare vann hon och San Marino ytterligare en medalj då Perilli tillsammans med Gian Marco Berti vann silver i mixedtävlingen i trap.